# 연산동 (목포시)
연산동(連山洞)은 대한민국 전라남도 목포시의 행정 구역이다.

## 개요
1932년 1월 4일 목포부(시) 구역확장에 따라 무안군 이로면의 산정리 일부를 편입하여 백련동과 산정의 이름을 따라서 연산동이라 하였다. 연산동에는 많은교육기관과 목포기상대가 있고, 산정동과 연산동을 관할하고 있다.

## 연혁
- 1997년 1월 1일 목포시 행정구역 개편으로 산정3동에서 분동되어 개소
- 2002년 2월 22일 목포시 연산동 1236-17 청사이전
- 2002년 3월 22일 연산동 주민자치센터개소

## 주거
| 단지명                      | 건설사                        | 시행사                          | 주소 | 입주        | 비고     |
| --------------------------- | ----------------------------- | ------------------------------- | ---- | ----------- | -------- |
| 포미타운 LH6단지            | ㈜송학건설 ㈜동부산업개발     | 한국토지주택공사                |      | 2017년 11월 | 행복주택 |
| 용해2지구 모아엘가 에듀파크 | 혜림건설㈜                    | 모아주택산업㈜                  |      | 2019년 4월  |          |
| 용해7차 골드클래스 스타하임 | 보광건설㈜ 세종종합건설㈜     | ㈜수범건설                      |      | 2015년 7월  |          |
| 연산8차 골드클래스 리더스뷰 | 보광종합건설㈜ 골드종합건설㈜ | 골드종합건설㈜                  |      | 2018년 9월  |          |
| 용해9차 골드클래스          | 보광종합건설㈜                | 보광종합건설㈜ 한국토지주택공사 |      | 2021년 5월  |          |